# شابور بن أردشير (وزير بويهي)
أبو نصر بهاء الدين شابور بن أردشير كان رجل دولة فارسي شغل منصب الوزير للبويهيين في العراق خمس مرات بين عامي 990/991 و1000 م.

## السيرة
وُلِد شابور في عام 942 م أو أيار 948 م حسب قول آخر، في شيراز. وهو من أتباع المذهب الشيعي الزيدي، وقد وصفه سي إي بوسورث بأنه "موظف صامت ودقيق، ماهر في استخراج الأموال لأسياده".
بدأ حياته المهنية نائبًا في بغداد للوزير أبي منصور بن صالحان، الذي خلفه في عام 990 م. كانت فترة ولايته الأولى قصيرة، حيث قُبض عليه بعد عام، وهرب إلى مستنقعات البطحاء بعد إطلاق سراحه، إذ امتلك عقارات ونوعًا من قاعدة السلطة، والتي غالبًا ما كانت بمثابة ملجأ في حياته المهنية.
أُعيد تعيين شابور في الوزارة في 10 تشرين الأول 992 م، بالاشتراك مع ابن صالحان، حتى استقال كلاهما من منصبهما بعد تمرد جنود الديلم في 993/994 م. لم يدم خليفتهم أبو القاسم علي بن أحمد الأبرقحي طويلًا في المنصب، ففر بدوره إلى البطيحة، فعُين شابور وزيرًا مرة أخرى في نفس العام. استمرت هذه الوزارة حتى 994/995 م، عندما فُصل واستُبدل بعلي الأبرقحي، الذي خلفه مرة أخرى في 996/997 م لمدة شهرين. في عام 1000 م، شغل مرة أخرى منصب الوزير في بغداد، لكنه اضطر إلى الفرار في كانون الأول بعد تمرد الجنود الأتراك. ومع ذلك، في آب/أيلول 1001 عُين حاكمًا على العراق إلى جانب الحجاج بن الأستاذ هرمز، حتى آذار/نيسان 1002 م، عندما فر مرة أخرى إلى الأهوار.
أُسِر شابور في تشرين الثاني/كانون الأول 1002 م، ثم أُطلِق سراحه لاحقًا. انسحب من السياسة البويهية، وقضى بقية حياته في بغداد، حيث تُوفي عام 1025/1026 م.
اشتهر برعايته للعلماء والشعراء، فضلًا عن تأسيس كلية (دار العلم) في حي بين السريان ببغداد، وتضم مكتبة تضم 10000 كتاب.

## رعايته للعلماء
كان من أكابر الوزراء، وأماثل الرؤساء وجمعت فيه الكفاية والدراية.[1] وكان بابه محط الشعراء ذكره أبو المنصور الثعالبي في كتابه "اليتيمة" وعقد لمداحه بابا مستقلا لم يذكر فيه غيرهم، فمن جملة من مدحه أبو الفرج الببغاء بقوله:
ولمحمد بن أحمد الحرون قصيدة من جملتها:
وكان فد صرف عن الوزارة ثم اعيد لها، فكتب اليه أبو اسحاق الصابئ:
ولبعض الشعراء في وزير صرف ثم أعيد من يومه فقال على لسانه:
وله ببغداد دار علم ومكتبة، واليها أشار أبو العلاء المعري في القصيدة المشهورة:
وقد بنى المكتبة في محلة بين السورن في الكرخ سنة 381هـ على مثال "بيت الحكمة" وقال عنها محمّد كرد علي في "خطط الشام" ج6 / ص: 185، ونافت كتبها على عشرة آلاف من جلائل الآثار ومهام الأسفار، وأكثرها نسخ الأصل بخطوط المؤلفين "النهاية ونكتها" ص: 10، المقدمة
في أواخر العصر البويهي حيث سيطرة الأتراك، وضعف الدولة البويهية، وازدياد القلاقل الداخلية في العراق، وحدوث الفتن الطائفية بين الشيعة والسنة في بغداد اعتباراً من 443هـ / 1051م "ولم تزل تنجم وتخبو بين الفينة والأخرى حتى اتسع نطاقها بأمر طغرل بيك أوّل ملوك السلجوقية، فإنه ورد بغداد في سنة 447هـ. وأمر طغرل بيك باحراق مكتبة سابور بن أردشيرالشهيرة،
وكانت وفاة سابور المذكور سنة 416هـ/416 هجرية ببغداد. ومولده بشيراز، ليلة السبت 15 ذي القعدة سنة 336هـ/336 هجرية.
وتوفي مخدومه بهاء الدولة في جمادى الأولى سنة 403 هـ/403 هجرية بأرجان.
وسابور: بفتح السين المهملة وضم الباء الموحدة وبعد الواو راء. والأصل فيه "شاه بور" فعرب لأن الشاه بالعجمي: الملك، وبور: ابن فكأنه قال: ابن الملك، وعادة العجم تقديم المضاف اليه على المضاف. وأول من سمي بهذا الاسم سابور بن أردشير بن بايك بن ساسان أحد ملوك الفرس.
وأردشير: بفتح الهمزة وسكون الراء وفتح الدال المهملة وكسر الشين المعجمة وسكون الياء المثناة من تحتها وبعدها راء، قاله الدارقطني الحافظ، وقال غيره: معناه دقيق حليب، وقيل معناه دقيق وحلو-وقال بعضهم"أزدشير" بالهمزة والزاي -وهو لفظ عجمي، وأرد عندهم: الدقيق، وشير: الحليب، وشيرين: الحلو، والله اعلم.